# Liste der Einträge im National Register of Historic Places im Lincoln County (Oregon)
Liste der Einträge im National Register of Historic Places in Lincoln County (Oregon) in das National Register of Historic Places eingetragenen Gebäude, Bauwerke, Objekte, Stätten oder historischen Distrikte.

## Auflistung
| [ 1 ] | Name                                      | Bild                                      | Eintragsdatum                 | Lage                                                                                                 | Ort                 | Beschreibung |
| ----- | ----------------------------------------- | ----------------------------------------- | ----------------------------- | --- | ------------------- | --- |
| 1     | 35-LNC-76-The Ahnkuti Site                | 35-LNC-76-The Ahnkuti Site                | 6. März 2001 ID-Nr. 01000133  | Adresse nicht veröffentlicht                                                                         | Toledo              | Ältestes indigenes Fischwehr in Amerika. |
| 2     | Archeological site 35LNC48                |                                           | 10. Sep. 1997 ID-Nr. 97001012 | Adresse nicht veröffentlicht                                                                         | Yachats             | |
| 3     | Archeological site 35LNC63                |                                           | 10. Sep. 1997 ID-Nr. 97001013 | Adresse nicht veröffentlicht                                                                         | Yachats             | |
| 4     | Archeological site 35LNC68                |                                           | 10. Sep. 1997 ID-Nr. 97001005 | Adresse nicht veröffentlicht                                                                         | Depoe Bay           | |
| 5     | Archeological Site No. 35-LNC-54          |                                           | 21. Juni 2006 ID-Nr. 03001182 | Adresse nicht veröffentlicht                                                                         | Yachats             | |
| 6     | Archeological Site No. 35-LNC-55          |                                           | 21. Juni 2006 ID-Nr. 03001183 | Adresse nicht veröffentlicht                                                                         | Yachats             | |
| 7     | Archeological Site No. 35-LNC-56          |                                           | 21. Juni 2006 ID-Nr. 03001184 | Adresse nicht veröffentlicht                                                                         | Yachats             | |
| 8     | Archeological Site No. 35-LNC-57          |                                           | 21. Juni 2006 ID-Nr. 03001185 | Adresse nicht veröffentlicht                                                                         | Yachats             | |
| 9     | Boiler Bay Site (35LNC45)                 | Boiler Bay Site (35LNC45)                 | 10. Sep. 1997 ID-Nr. 97001003 | Adresse nicht veröffentlicht                                                                         | Depoe Bay           | |
| 10    | Cape Perpetua Shelter and Parapet         | weitere Bilder                            | 17. März 1989 ID-Nr. 88002016 | ca. 4,8 km südlich von Yachats 44° 17′ 14″ N, 124° 6′ 30″ W                                          | Yachats             | |
| 11    | Chitwood Bridge                           | weitere Bilder                            | 29. Nov. 1979 ID-Nr. 79002103 | Neben der U.S. Route 20 44° 39′ 8″ N, 123° 48′ 58″ W                                                 | Chitwood            | |
| 12    | Depoe Bay Bridge No. 01388                | weitere Bilder                            | 5. Aug. 2005 ID-Nr. 05000823  | U.S. Route 101 (Oregon Coastal Highway 9) bei milepost O127.61 44° 48′ 36″ N, 124° 3′ 39″ W          | Depoe Bay           | |
| 13    | Depoe Bay Ocean Wayside                   | Depoe Bay Ocean Wayside                   | 7. März 2012 ID-Nr. 12000082  | 119 SW US 101 44° 48′ 36,3″ N, 124° 3′ 44,2″ W                                                       | Depoe Bay           | |
| 14    | Devil's Punch Bowl                        | Devil's Punch Bowl                        | 10. Sep. 1997 ID-Nr. 97001006 | Küste Oregons bei Otter Rock 44° 44′ 50,1″ N, 124° 3′ 52,8″ W                                        | Otter Rock          | |
| 15    | Dorchester House                          | Dorchester House                          | 29. Feb. 1980 ID-Nr. 80003337 | 2701 U.S. Route 101 44° 59′ 12″ N, 124° 0′ 19″ W                                                     | Lincoln City        | |
| 16    | Fisher School Bridge                      | Fisher School Bridge                      | 29. Nov. 1979 ID-Nr. 79002105 | Five Rivers Rd. 44° 17′ 33″ N, 123° 50′ 23″ W                                                        | Fisher              | |
| 17    | Government Point Site                     | Government Point Site                     | 10. Sep. 1997 ID-Nr. 97001002 | Adresse nicht veröffentlicht                                                                         | Depoe Bay           | |
| 18    | The Look-Out on Cape Foulweather          | The Look-Out on Cape Foulweather          | 14. Jan. 2015 ID-Nr. 14001159 | 4905 Otter Crest Loop 44° 45′ 38,1″ N, 124° 4′ 0″ W                                                  | Otter Rock vicinity | |
| 19    | New Cliff House                           | New Cliff House                           | 6. Nov. 1986 ID-Nr. 86002962  | 267 NW Cliff St. 44° 38′ 18″ N, 124° 3′ 40″ W                                                        | Newport             | |
| 20    | North 804 Midden (35LNC72)                |                                           | 10. Sep. 1997 ID-Nr. 97001008 | Adresse nicht veröffentlicht                                                                         | Yachats             | |
| 21    | North Fork of the Yachats Bridge          | North Fork of the Yachats Bridge          | 29. Nov. 1979 ID-Nr. 79002108 | Northeast of Yachats 44° 18′ 36″ N, 123° 58′ 6″ W                                                    | Yachats             | |
| 22    | Old Yaquina Bay Lighthouse                | weitere Bilder                            | 1. Mai 1974 ID-Nr. 74001692   | Yaquina Bay State Park 44° 37′ 27″ N, 124° 3′ 44″ W                                                  | Newport             | |
| 23    | Pacific Spruce Saw Mill Tenant Houses     | Pacific Spruce Saw Mill Tenant Houses     | 20. Mai 1999 ID-Nr. 99000602  | 146, 162, 178, and 192 NE 6th St. 44° 37′ 31″ N, 123° 56′ 14″ W                                      | Toledo              | |
| 24    | Rocky Creek Bridge No. 01089              | Rocky Creek Bridge No. 01089              | 5. Aug. 2005 ID-Nr. 05000824  | Otter Crest Loop Rd., U.S. Route 101 frontage road, at milepost F130.00 44° 46′ 43″ N, 124° 4′ 13″ W | Otter Rock          | |
| 25    | Rocky Creek Site (35LNC43)                |                                           | 10. Sep. 1997 ID-Nr. 97001004 | Adresse nicht veröffentlicht                                                                         | Depoe Bay           | |
| 26    | Charles and Theresa Roper House           | Charles and Theresa Roper House           | 9. Dez. 1981 ID-Nr. 81000500  | 620 SW Alder St. 44° 38′ 0″ N, 124° 3′ 28″ W                                                         | Newport             | |
| 27    | St. John's Episcopal Church               | St. John's Episcopal Church               | 17. Okt. 1990 ID-Nr. 90001510 | 110 NE Alder St. 44° 37′ 14,3″ N, 123° 56′ 8,4″ W                                                    | Toledo              | |
| 28    | Seal Rock                                 | Seal Rock                                 | 10. Sep. 1997 ID-Nr. 97001007 | Adresse nicht veröffentlicht                                                                         | Seal Rock           | |
| 29    | Siletz Agency Site                        | weitere Bilder                            | 1. Jan. 1976 ID-Nr. 76001582  | Siletz–Logsden Rd. 44° 43′ 23,3″ N, 123° 54′ 38,1″ W                                                 | Siletz              | Ab 1855 hat die U.S. Army über 2600 Menschen der Confederated Tribes of Siletz Indians zur Siletz Reservation zwangsweise umgesiedelt. Die Regierung hat 1847 vor Ort (seit 1946: Siletz, Oregon) eine Indian agency eingerichtet. Binnen 30 Jahren sank die Zahl auf 600. Die Agentur wurde 1925 geschlossen. Auf dem "Government Hill" befanden sich in dem Jahr zahlreiche Bauwerke, von denen nur noch wenige erhalten sind. |
| 30    | Smelt Sands Midden (35LNC65)              |                                           | 10. Sep. 1997 ID-Nr. 97001011 | Adresse nicht veröffentlicht                                                                         | Yachats             | |
| 31    | Trail 804 Midden #3 (35LNC73)             |                                           | 10. Sep. 1997 ID-Nr. 97001009 | Adresse nicht veröffentlicht                                                                         | Yachats             | |
| 32    | US Spruce Production Railroad XII, Spur 5 | US Spruce Production Railroad XII, Spur 5 | 8. Juni 1989 ID-Nr. 88002032  | East of Yachats 44° 18′ 53″ N, 124° 3′ 5″ W                                                          | Yachats             | |
| 33    | Yachats Trail 804 Midden (35LNC66)        |                                           | 10. Sep. 1997 ID-Nr. 97001010 | Adresse nicht veröffentlicht                                                                         | Yachats             | |
| 34    | Yaquina Bay Bridge No. 01820              | weitere Bilder                            | 5. Aug. 2005 ID-Nr. 05000821  | U.S. Route 101 (Oregon Coastal Highway 9) bei milepost P141.67 44° 37′ 23″ N, 124° 3′ 21″ W          | Newport             | |
| 35    | Yaquina Head Lighthouse                   | Yaquina Head Lighthouse                   | 13. Mai 1993 ID-Nr. 73002340  | Yaquina Head, ca. 6,4 km nördlich des Beginns des Yaquina River 44° 40′ 37″ N, 124° 4′ 41″ W         | Newport             | |